# Cercamia eremia
Cercamia eremia és una espècie de peix pertanyent a la família dels apogònids.

## Descripció
- Pot arribar a fer 4 cm de llargària màxima.
- Cos transparent sense marques evidents.
- 6-7 espines i 9-10 radis tous a l'aleta dorsal i 2 espines i 12-13 radis tous a l'anal.[6][7]

## Hàbitat
És un peix marí, associat als esculls i de clima tropical que viu entre 2 i 40 m de fondària.

## Distribució geogràfica
Es troba al mar Roig, l'illa Christmas, el nord-oest d'Austràlia, la Gran Barrera de Corall, Palau i Tonga.

## Observacions
És inofensiu per als humans i de costums nocturns.